# رودلانو سیمئونی
رودلانو سیمئونی (انگلیسی: Roldano Simeoni؛ زادهٔ ۲۱ december ۱۹۴۸ (۷۶ سال)) ورزشکار واترپلو اهل ایتالیا است.
وی در مسابقات کشوری و بین‌المللی در مجموع برندهٔ ۱ مدال نقره شده‌است.